# Zavarovana območja Estonije
Zavarovana območja Estonije ureja Zakon o varstvu narave (estonsko: Looduskaitseseadus), ki ga je estonski parlament sprejel 21. aprila 2004 in je začel veljati 10. maja 2004 .

## Zaščitena območja
V skladu z zakonom so zavarovana območja, ki se vzdržujejo v stanju, ki ga človeška dejavnost ne spreminja, ali se uporabljajo v skladu s posebnimi zahtevami, kadar se naravno okolje ohranja, varuje, obnavlja, raziskuje ali uvaja. Zaščitena območja so naslednja:
1. Narodni parki
2. Naravovarstvena območja
3. območja ohranjanja krajine
Kot je navedeno v §10.1: Območje se z uredbo vlade republike postavi pod zaščito kot zaščiteno območje ali posebno varstveno območje.
Poleg tega zakon določa naslednja posebna varstvena območja, ki so določena za ohranjanje habitatov, za ohranitev katerih se ocenjuje vpliv načrtovanih dejavnosti, dejavnosti, ki bi lahko škodovale ugodnemu stanju ohranjanja habitatov, pa so prepovedane:
1. Strogi naravni rezervat (§ 29)
2. Območje posebnega upravljanja (§ 30)
3. Omejeno območje upravljanja (§ 31)
V času Estonske SSR je bilo samo pet zavarovanih območij, ki so bila uvrščena med zapovednike ('znanstveni naravni rezervat'): Vilsandi, Viidumäe, Endla, Nigula in Matsalu.

### Narodni parki
1. Narodni park je zaščiteno območje, predpisano za ohranjanje, varstvo, obnovo, raziskovanje in uvajanje naravnega okolja, krajine, kulturne dediščine in uravnotežene uporabe okolja zavarovanega območja.
2. Narodni parki v Estoniji [3]: 
  1. Narodni park Lahemaa, namenjen varovanju naravne in kulturne dediščine obalnih pokrajin severne Estonije;
  2. Narodni park Karula, namenjen varovanju naravne in kulturne dediščine gričevnatih morskih pokrajin južne Estonije;
  3. Narodni park Soomaa, namenjen varovanju naravne in kulturne dediščine močvirij in poplavnih pokrajin prehodnega območja Estonije (Estonia intermedia);
  4. Narodni park Vilsandi, namenjen varovanju naravne in kulturne dediščine obalnih pokrajin zahodnoestonskega arhipelaga;
  5. Narodni park Matsalu, namenjen zaščiti značilnih biotskih skupnosti Zahodne Estonije in naravne in kulturne dediščine regije Väinameri.
  6. Narodni park Alutaguse, je bil ustanovljen leta 2018
3. Narodni park lahko vključuje stroge naravne rezervate, posebna območja upravljanja in omejena območja upravljanja

### Naravovarstvena območja
Podatki iz Estonian Environmental Registry, 2018-08-15.
1. Naravovarstveno območje je zaščiteno območje, predpisano za ohranjanje, varstvo, obnovo, raziskovanje in uvajanje naravnega okolja.
2. Območja na naravovarstvenih območjih so: strogi naravni rezervat, posebno območje upravljanja in območje z omejenim upravljanjem

### Krajinsko varstveno območje (naravni park)
1. Krajinsko varstveno območje je območje, predpisano za ohranjanje, varstvo, obnovo, raziskovanje, uvajanje in urejanje uporabe pokrajin zavarovanega območja.
2. Park, arboretum in gozdni sestoji so posebne vrste krajinskega varstvenega območja.
3. Območja, ki so možna zaščitena na območju krajine, so posebno območje upravljanja in območje z omejenim upravljanjem

### Strogi naravni rezervat
1. Strogi naravni rezervat je kopno ali vodno območje zavarovanega območja, katerega naravni status ne vpliva na neposredne človekove dejavnosti in kjer je ohranjanje in razvoj naravnih biotskih skupnosti zagotovljeno le z naravnimi procesi.
2. V strogem naravnem rezervatu so prepovedane vse vrste človeške dejavnosti, osebam pa prepovedano bivati v takšnih rezervatih, razen v primerih, določenih v pododdelkih (3) in (4) tega oddelka.
3. Osebe lahko ostanejo v strogem naravnem rezervatu samo za namene nadzora, reševanja ali upravljanja naravnega objekta.
4. Ljudje lahko ostanejo v strogem naravnem rezervatu zaradi spremljanja in ocenjevanja stanja naravnega objekta le s soglasjem skrbnika zavarovanega območja.

### Posebno območje upravljanja
1. Posebno območje upravljanja je zemljišče ali vodno območje zavarovanega območja, predpisano za ohranjanje naravnih in polnaravnih biotskih skupnosti, ustanovljenih ali v njih razvitih. Mineralni viri, ki so prisotni v posebnem območju upravljanja, se ne štejejo za vire, namenjene izkoriščanju.
2. Če varstvena pravila ne določajo drugače, je v posebnem območju upravljanja prepovedano naslednje:
  1. gospodarske dejavnosti;
  2. uporaba naravnih virov;
  3. postavitev novih gradbenih del;
  4. bivanje oseb v habitatih zavarovanih vrst in postankih selitvenih ptic;
  5. vožnja motornih vozil, terenskih vozil ali plovil;
  6. kampiranje, kurjenje ognja in organiziranje javnih prireditev.
3. Prepoved, določena s klavzulama (2) 4 in 5) tega oddelka, ne vključuje nadzora in reševalnih del, dejavnosti, povezanih z upravljanjem naravnega objekta in raziskav, ki se izvajajo s soglasjem upravitelja zavarovanega območja.
4. Varstvena pravila na območju posebnega upravljanja lahko dovolijo naslednje dejavnosti, ki so potrebne za ohranitev predmeta ali dejavnosti, ki ne škodijo predmetu:
  1. vzdrževalna dela na obstoječih sistemih za izboljšanje zemljišč in obnova vodnega režima;
  2. razvoj biotskih skupnosti v skladu s ciljem zaščite;
  3. nabiranje jagodičja, gliv in drugih gozdnih stranskih proizvodov;
  4. lovske dejavnosti;
  5. ribolovne dejavnosti;
  6. gradnja cest, komunalnih del ali neproizvodnih gradbenih del za vzdrževanje nepremičnin znotraj varovanega območja ali zavarovanega območja ter vzdrževanje obstoječih gradbenih del;
  7. dejavnosti, ki so potrebne za zagotavljanje ohranjanja značilnih lastnosti in sestave vrst polnaravnih biotskih skupnosti ter dejavnosti za ohranjanje življenjskih pogojev zavarovanih vrst;
  8. nabiranje trstike in morskih alg

### Omejeno območje upravljanja
1. Omejeno območje upravljanja je zemljišče ali vodno območje varovanega območja, kjer so dovoljene gospodarske dejavnosti, ob upoštevanju omejitev, ki jih določa ta zakon.
2. Če varstvena pravila ne določajo drugače, je na omejenem območju upravljanja prepovedano naslednje:
  1. izgradnja novih sistemov za izboljšanje zemljišč;
  2. spreminjanje vodostaja in obrežja vodnih teles ter ustvarjanje novih vodnih teles,
  3. pridobivanje mineralnih surovin in zemeljskih snovi;
  4. zasnovo čistih sestojev in zasaditev energetskih gozdov;
  5. regeneracijsko rezanje;
  6. urejanje krošenj dreves in grmovja ter posek lesenih rastlin brez soglasja skrbnika zavarovanega območja;
  7. uporaba biocidov in fitofarmacevtskih sredstev;
  8. gradbena dela, vključno z začasna in spreminjanje zunanje strukture gradbenih del, ki so v narodnem parku;
  9. lovske in ribolovne dejavnosti;
  10. vožnja motornih vozil, terenskih vozil ali plovil, razen za opravljanje del, potrebnih za vzdrževanje linijskih objektov in za gozdarska dela ali kmetijska dela za dobiček;
  11. kampiranje, kurjenje ognja in organizacija javnih prireditev na krajih, ki niso namenjeni za take namene in ki jih ni označil skrbnik zavarovanega območja;
  12. nabiranje trstike na nezaledenenih tleh.
3. Obveznost ohranjanja raznovrstnosti vrst in starosti znotraj biotskih skupnosti ter prepoved vleke in prevoza lesa zunaj cone, če tla niso zamrznjena, se lahko določijo z varstvenimi pravili.
4. Omejitve, drugačne od tistih, ki jih določa Zakon o gozdovih, se lahko določijo z varstvenimi pravili glede na velikost in obliko posekanih površin ter sestavo gozda znotraj omejenega območja upravljanja, ki je potrebno za ohranjanje biotske skupnosti ali zavarovanih vrst znotraj cone

## Ramsarska območja
Estonija ima trenutno (stanje 2020) 17 območij, imenovanih mokrišča mednarodnega pomena (Ramsarska območja), s površino 304.778 hektarjev. Konvencija je v Estoniji začela veljati 29. julija 1994. Med njimi so:
- Haapsalu-Noarootsi s površino 27,450 ha od 8. februar 2011
- Luitemaa  s površino 11,240 ha  od 27. januar 2010
- Agusalu  s površino 11,000 ha  od 27. januar 2010
- Leidissoo  s površino 8,178 ha  od 27. januar 2010
- Lihula  s površino 6,620 ha  od 27. januar 2010
- Sookuninga Nature Reserve  s površino 5,869 ha  od 27. december 2007
- Hiiumaa Islets and Käina Bay   s površino 17,700 ha  od 05. junij 1997
- Emajoe Suursoo Mire and Piirissaar Island  s površino 32,600 ha  od 05. junij 1997
- Vilsandi National Park  s površino 24,100 ha  od 05. junij 1997
- Matsalu Nature Reserve   s površino 48,610 ha  od 29. marec 1994